# Thelephora intybacea
Thelephora intybacea är en svampart som beskrevs av Pers. 1801. Thelephora intybacea ingår i släktet vårtöron och familjen Thelephoraceae.   Inga underarter finns listade i Catalogue of Life.